# José Pereira da Cunha da Silveira e Sousa Júnior
José Pereira da Cunha da Silveira e Sousa, Jr. (Velas, 7 de agosto de 1864 — Velas, 14 de março de 1927) foi um político açoriano, líder local do Partido Progressista, agrónomo e abastado proprietário rural, que, entre outras funções, foi deputado às Cortes e governador civil do distrito de Angra do Heroísmo. Como agrónomo e grande proprietário na ilha de São Jorge, dedicou-se à melhoria das pastagens e ao desenvolvimento da indústria dos lacticínios, com destaque para o queijo de São Jorge, de cuja produção foi o principal dinamizador, devendo-se-lhe a melhoria das técnicas de produção e o incremento da sua exportação.

## Biografia
José Pereira da Cunha da Silveira e Sousa Júnior era filho de Brites Vitória de Abreu dos Reis Duarte e de José Pereira da Cunha da Silveira e Sousa, o mais rico proprietário da ilha de São Jorge, deputado às Cortes e um influente cacique local na altura ligado ao Partido Progressista. Uma sua irmã casou com Emídio Lino da Silva Júnior, deputado por Angra do Heroísmo e governador civil daquele ex-distrito. Essa ligação aproximou-o de Jacinto Cândido da Silva, irmão de Emídio Lino, que seria Ministro da Marinha e Ultramar e fundador do Partido Nacionalista. Nasceu assim no seio de um poderoso clã económico e político, tendo cultivado, ao longo de toda a sua vida relações familiares e políticas que consolidaram o poder mobilizador da família e a sua influência em São Jorge e na ilha Terceira.
Depois de estudos preparatórios nas Velas e em Angra do Heroísmo, ingressou no curso de Agronomia do Instituto de Agronomia e Veterinária, de Lisboa, que concluiu em 1886. Terminado o curso desempenhou por curto período funções na Escola Agrícola de Santarém e fez parte da comissão, presidida por Mariano Cirilo de Carvalho, que foi encarregue de realizar o Inquérito Agrícola de 1887.
Pouco depois regressou aos Açores, sendo aí nomeado chefe da 12.ª Região Agronómica, funções que exerceu por poço tempo, já que se fixou em São Jorge e se dedicou à administração das suas vastas propriedades agrícolas, com destaque para as suas pastagens onde produzia queijo de São Jorge. Foi dos primeiros técnicos a dedicar-se à melhoria do maneio das pastagens açorianas e às questões tecnológicas da produção do queijo de vaca com leite cru, tecnologia em que investiu vastas somas, contratando técnicos estrangeiros e estudando com afinco todos os aspectos da produção, cura e comercialização daquele produto.
A ilha de São Jorge ficou-lhe a dever o incremento daquela indústria, a qual ainda hoje constitui o principal pilar da sua economia e uma das suas principais potencialidades nas áreas agro-alimentar e do turismo.
Tal como seu pai, foi presidente da Câmara Municipal de Velas e acabou por abandonar o campo progressista, gravitando para o Partido Regenerador nos princípios da década de 1890, acabando por assumir a liderança local do partido, estabelecendo relações de amizade pessoal com aquele político, as quais foram importantes no relacionamento dos políticos açorianos com o governo de Hintze-Franco durante a génese do Decreto de 2 de Março de 1895 que permitiu a autonomia açoriana.
Eleito deputado pelo círculo eleitoral de Angra do Heroísmo nas eleições gerais de 1895, integrado na lista do Partido Regenerador. Fez parte das comissões parlamentares ligadas à agricultura e à marinha e ultramar, ao que não deve ser alheia a sua ligação a Jacinto Cândido da Silva, então o respectivo ministro. As suas intervenções foram escassas e limitadas a matérias relacionadas com os Açores.
Mantendo a tradição familiar de criar alianças matrimoniais que robustecessem a sua influência, José Pereira da Cunha da Silveira e Sousa Júnior casou em Angra do Heroísmo, na Igreja Paroquial Belém a 16 de Abril de 1898, com Francisca Dart de Castro, filha de Emília Dart de Castro e de Henrique de Castro, membro destacado do Partido Progressista, antigo governador civil do distrito de Angra do Heroísmo e grande capitalista e negociante, proprietário da principal fábrica de produção de álcool de batata-doce da Terceira.
Quando ocorreu a saída de João Franco do Partido Regenerador, foi um dos apoiantes da dissidência franquista, mantendo-se fiel à sua amizade. Foi reeleito nas eleições gerais de 1900, desta feita pelo círculo das Velas. Durante o seu percurso parlamentar foi pouco interventor, limitando-se a questões do seu círculo, em especial as questões agrícolas e as ligadas aos transportes marítimos.
Em 29 de Maio de 1906 foi nomeado governador civil do distrito de Angra do Heroísmo pelo governo franquista, mas foi obrigado a abandonar o cargo a 4 de Novembro de 1907 já que a sua actuação à frente do distrito era fortemente contestada e não conseguia o apoio dos regeneradores terceirenses, adeptos das posições antifranquistas. Foi substituído no lugar por Aristides Moreira da Mota.
Com a proclamação da República Portuguesa afastou-se da política activa, mas manteve-se um declarado defensor da causa monárquica, pertencendo a alguns dos seus órgãos coordenadores.
Publicou algumas obras, infelizmente ainda dispersas, sobre as questões dos lacticínios açorianos, sendo um dos pioneiros do tratamento técnico-económico desta temática. Foi membro do Conselho de Estado e em 1907 foi agraciado com a grã-cruz da Ordem de Nossa Senhora da Conceição de Vila Viçosa.
Foi pai de Henrique de Sampaio e Castro Pereira da Cunha da Silveira, atleta olímpico (esgrima), medalha de bronze em 1928, de José de Sampaio e Castro Pereira da Cunha da Silveira, agrónomo, professor universitário e deputado durante o Estado Novo, e de João de Sampaio e Castro Pereira da Cunha da Silveira, historiador.

## Obras publicadas
- Os Lacticínios na Região Açoriana Ocidental, Angra do Heroísmo, 1887.
- A Indústria dos Lacticínios nos Açores, Separata do Boletim AGROS, Lisboa, 1927.